# Parallelodiplosis indorensis
Parallelodiplosis indorensis är en tvåvingeart som beskrevs av Grover 1979. Parallelodiplosis indorensis ingår i släktet Parallelodiplosis och familjen gallmyggor. Inga underarter finns listade i Catalogue of Life.